# Temple de Minerve II (Dougga)
Pour les articles homonymes, voir Temple de Minerve.
Le temple de Minerve II (arabe : II معبد مينرفا) est un temple romain dédié à Minerve et situé au sein du site archéologique de Dougga, en Tunisie.

## Localisation
Il fait partie des treize temples que comporte le site.
Orienté au sud-est et au nord-ouest de la cité antique, il utilise la pente du terrain car le podium se situe au niveau des toits des portiques et le temple stricto sensu se situe hors de la place, l'escalier d'accès empiétant sur celle-ci et accentuant l'aspect inaccessible de la divinité.

## Histoire

### Histoire antique
Le culte de Minerve a été à l'honneur dans la cité de Dougga, puisque deux sanctuaires y ont été consacrés. 
Ce temple est construit par les Romains dans la deuxième moitié du IIe siècle, sous le règne de l'empereur Antonin le Pieux (138-161).
Il est dû à l'évergétisme d'une prêtresse du culte impérial ou flaminique perpétuelle, Iulia Paula Laenatiana.

### Redécouverte
Le sanctuaire est fouillé par Louis Carton en 1892.

## Architecture
L'édifice comportait une vaste cour entourée de portiques sur trois côtés. 
Il ne reste du monument qu'une petite partie des murs et quelques colonnes en plus du trottoir. 
La cella, qui hébergeait la statue cultuelle, était précédée d'un portique qui a disparu. On peut accéder à la cella par un escalier monumental érigé sur un podium. La salle comporte d'autres pièces plus petites que l'on peut atteindre par les portes latérales.